# The art of bleeding
The art of bleeding is een studioalbum van de Italiaanse band The Watch.

## Inleiding
Na het album Seven werd het enige jaren stil rondom nieuw werk van The Watch. Na die stilte gaf The Watch een conceptalbum over louterend geweld uit onder de noemer "Wij vinden het verschrikkelijk, maar kunnen ook niet zonder". De muziek, grotendeels geschreven tijdens de verplichte rust vanwege de coronapandemie kwam hortend en stotend tot stand. Zo kon er bijvoorbeeld bij een mankement binnen het instrumentarium niet direct een reparateur komen etc, Het album laat een mengeling van de progressieve rock van Genesis uit de Peter Gabriel-periode (hun muzikale voorbeeld), een beginnende Marillion en  neoprog in de stijl van Pendragon. Rossetti, een fan van zowel Peter Gabriel als Phil Collins, uitte met de teksten zijn eigen fascinatie voor geweld. Het album werd opgenomen in de TW Studio in Milaan.

## Musici
- Simone Rossetti – zang, toetsinstrumenten, dwarsfluit
- Giorgio Gabriel – gitaren
- Marco Fabbri – drumstel en percussie
- Mattia Rossetti – basgitaren, baspedalen, gitaren, zang (zoon van Simone)
- Valerio de Vittorio - toetsinstrumenten

## Muziek
| Nr. | Titel                                            | Duur |
| --- | ------------------------------------------------ | ---- |
| 1.  | An intro (Simone Rossetti)                       | 3:25 |
| 2.  | Red (Simone Rossetti)                            | 6:45 |
| 3.  | Abendlicht (Simone Rossetti)                     | 7:40 |
| 4.  | The fisherman (Simone Rossetti, Giovanni Alessi) | 5:53 |
| 5.  | Hatred of wisdom (Simone Rossetti)               | 5:20 |
| 6.  | Howl the stars down (Nick Magnus, Dick Foster)   | 3:38 |
| 7.  | Black is deep (De Vittorio, Simone Rossetti)     | 3:53 |
| 8.  | Red is deep (Simone Rossetti)                    | 9:35 |

Howl the stars down is geschreven door toetsenist Nick Magnus voor zijn album Children of Another God. Hij maakte in de jaren zeventig en tachtig deel uit van de band rondom Steve Hackett, die toen net uit Genesis was gestapt. The fisherman was een al ouder nummer uit hun The Night Watch-periode (album Twilight), dat al tijdens meerdere concerten te horen was; het was in de ogen van Rossetti toe aan een krachtiger en bondiger versie. Abendlicht gaat over alleen thuiskomen en je (terecht) niet veilig voelen. Andere nummers gaan bijvoorbeeld over het geweld dat ontstaat als gevolg van natuurrampen, wanneer de voedsel- en watervoorzieningen plat komen te liggen of door klimaatverandering oogsten mislukken. Ook de vervolging van heksen komt aan bod. Red is deep gaat over de Westerse landen die eeuwenlang andere gebieden beroofden van hun grondstoffen, maar och ook (in veel mindere mate) te maken kregen met bijvoorbeeld kannibalisme.
Na de uitgifte van het album ging The Watch op tournee onder de titel The Watch plays Genesis, A prog journey 1970-1976 . Ze speelde in een setting van Genesisnummers slechts een nummer van dit album Howl The stars down, dat ook al niet door henzelf was geschreven.  